# Gieorgij Woronoj
Gieorgij Fieodosjewicz Woronoj (ros. Георгий Феодосьевич Вороной, ur. 28 kwietnia 1868 we wsi Żurawka nad rzeką Udaj, w guberni połtawskiej, zm. 20 listopada 1908 w Warszawie) – ukraińskiego pochodzenia matematyk Imperium Rosyjskiego. 

## Życiorys
Studiował na Cesarskim Uniwersytecie Sanktpetersburskim, gdzie był studentem Andrieja Markowa.
W roku 1894 został nauczycielem akademickim na Cesarskim Uniwersytecie Warszawskim. Objął katedrę matematyki na Warszawskim Instytucie Politechnicznym Cesarza Mikołaja II. Nauczyciel wybitnego polskiego matematyka Wacława Sierpińskiego i rosyjskiego Borysa Delone.
Od 1 grudnia 1907 r. członek korespondent Cesarskiej Sanktpetersburskiej Akademii Nauk. Zdefiniował Diagram Woronoja.
Matematyk umarł na kamicę żółciową. Pochowany w krypcie w rodzinnej wsi Żurawka.